# Пещера Кенесары
Пещера Кенесары (каз. Кенесары үңгірі) — находится в Бурабайском районе Акмолинской области, в 0,5 км к юго-западу от посёлка Бурабай.

## Описание

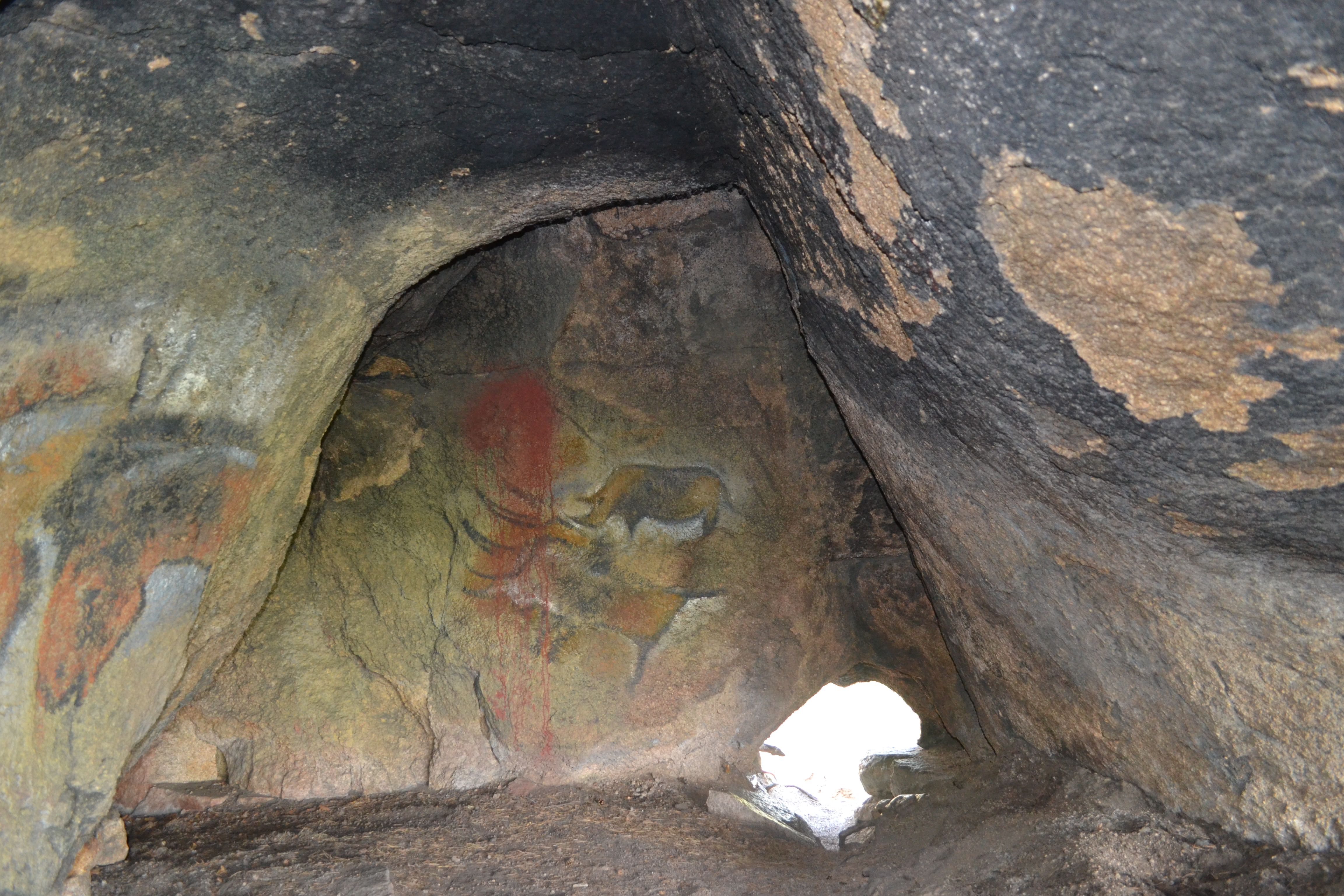
Внутри пещеры Кенесары

Диаметр круглообразной пещеры 5—6 м, высота 1—3 м. Названа в честь Кенесары Касымова, так как по легенде он часто охотился в бурабайских лесах и чтобы не возвращаться в ставку, Кенесары ночевал и укрывался от непогоды в пещере.
Разница температуры в пещере с температурой вне пещеры 2—3°С. Пещера Кенесары — одно из часто посещаемых туристами место курорта Бурабай.